# سوت کبوتر
سوت کبوتر (به انگلیسی: Pigeon whistle) (که در چین به عنوان ژلینگ 鸽铃 یا geshao鸽哨 شناخته می‌شود) وسیله‌ای است که به کبوتر وصل می‌شود، به طوری که هنگام پرواز صدا از خود ساطع می‌کند. آنها برای مدت طولانی در کشورهای آسیایی، به ویژه چین برای سرگرمی، ردیابی و جلوگیری از حمله پرندگان شکاری مورد استفاده قرار می‌گرفتند. این عمل زمانی رایج بود، اما اکنون به دلیل شهرنشینی روزافزون و مقررات مربوط به کبوترداری، بسیار کمتر گسترش یافته‌است. نسخه نوین این دستگاه، بر اساس نمونه‌هایی که در موزه پیت ریورز در آکسفورد نگهداری می‌شود، توسط نوازنده ناتانیل مان ساخته شده‌است. مان با دستگاه‌های متصل به کبوترهای مسابقه‌ای در جشنواره‌های سراسر بریتانیا اجرا کرده‌است.